# Ethelum attenuatum
Ethelum attenuatum är en kräftdjursart som beskrevs av Richardson 1907. Ethelum attenuatum ingår i släktet Ethelum och familjen Eubelidae. Inga underarter finns listade i Catalogue of Life.